# Zanza (album)
A Zanza a C.A.F.B. zenekar újjáalakulás utáni első stúdióalbuma.
Az album 1997-ben jelent meg a Premier Art Records gondozásában CD és kazetta formában. Helyet kapott rajta egy feldolgozás dal is „Nő vagy csak nő” címmel ami Urbán László dobos korábbi zenekarának (Rituális rémtettek) egyik dala volt. Az „Engedj be!” című számhoz egy komoly költségvetésű videóklip is készült, amit a zenetévék rendszeresen játszottak.

## Az album dalai
1. Budapest
2. Bérgyilkos
3. Kevesebb vagyok Jézusnál
4. Nem hagyom el...
5. Ötödik évszak
6. Engedj be!
7. Vezess új útra!
8. Elemi ösztön
9. Kölcsönkapott élet
10. Fekszel a porban
11. Tépd le a függönyt
12. A Kor
13. Nő vagy csak nő
14. ELÉG! (Miért kéne zongoráznom?)

## Videóklip
- Engedj be![3]

## Közreműködők
- Szakácsi Gábor – gitár, ének
- Sütő Lajos – gitár, basszusgitár, ének
- Horniák Zoltán – szintetizátor, vokál
- Urbán László – dobok, vokál

### Linkek
- Premier art records művészei, a C.A.F.B. együttessel.